# Darren Barnet
Darren Charles Barnet (Los Ángeles, 27 de abril de 1991) es un actor estadounidense conocido por interpretar a Paxton Hall-Yoshida en la serie de Netflix Yo nunca. También tuvo un papel principal en la película American Pie Presents: Girls 'Rules.

## Primeros años
Darren Charles Barnet nació el 27 de abril de 1991 en Los Ángeles, California. Su madre es de ascendencia sueca y japonesa, mientras que su padre tiene ascendencia alemana y cheroqui. Su abuelo era el músico de swing Charlie Barnet. Barnet tiene una hermana mayor y una menor.
Barnet y su madre se mudaron a los suburbios de Orlando, Florida a la edad de 12 años. Se graduó de Dr. Phillips High School en 2009, donde fue capitán del equipo de lacrosse. Se graduó de Berry College con una licenciatura en artes en 2013, donde actuó en obras de teatro y cortometrajes. Quería ser actor desde los cinco años, pero no se dedicó seriamente a actuar hasta la universidad. Habla japonés con fluidez, español básico y estudió francés.

## Carrera
Después de graduarse en 2013, Barnet regresó a Los Ángeles para convertirse en actor. Trabajó en SoulCycle en Sunset Boulevard como asistente de bicicletas y asociado de recepción. También obtuvo su licencia de bienes raíces de California en mayo de 2015. Hizo su debut como actor en 2017. En 2019, Barnet participó en la serie de Netflix Yo nunca donde Interpreta a Paxton Hall-Yoshida, el interés amoroso de Devi, el protagonista del programa.

## Filmografía

### Televisión
| Año       | Título                                | Papel                   | Notas                                         |
| --------- | ------------------------------------- | ----------------------- | --------------------------------------------- |
| 2017      | This Is Us                            | Joven jack              | Episodio: "The Right Thing to Do"             |
| 2017      | Mentes criminales                     | Zach Bower              | Episodio: "Unforgettable"                     |
| 2017      | S.W.A.T.                              | Corby                   | Episodio: "Imposters"                         |
| 2018      | Turnt                                 | Hot Seth                | 17 episodios                                  |
| 2018      | Instakiller                           | Joey                    | Película de TV                                |
| 2019      | Family Reunion                        | Floyd                   | Episodio: "Remember the First Day of School?" |
| 2020      | Agents of S.H.I.E.L.D.                | Wilfred "Freddy" Malick | 2 episodios                                   |
| 2020-2023 | Yo nunca                              | Paxton Hall-Yoshida     | Rol principal                                 |
| 2024      | Chicago Med                           | Dr.John Frost           | Protagonista                                  |
| TBD       | Blue Eye Samurai                      |                         | Solo voz; serie regular                       |
| TBD       | Conejo samurái: las crónicas de Usagi | Yuichi Usagi            | Solo voz; papel de voz principal              |

### Cine
| Año  | Título                              | Papel       | Notas  |
| ---- | ----------------------------------- | ----------- | ------ |
| 2020 | American Pie Presents: Girls' Rules | Grant       |        |
| 2021 | Untitled Horror Movie               | Max         |        |
| 2021 | ¡Qué duro es el amor!               | Tag Abbott  |        |
| 2023 | Gran Turismo                        | Matty Davis |        |
| 2023 | Anyone But You                      | Jonathan    |        |
| TBD  | Apophenia                           | Peter       | Rodaje |